# Беспорядки в Кеноше

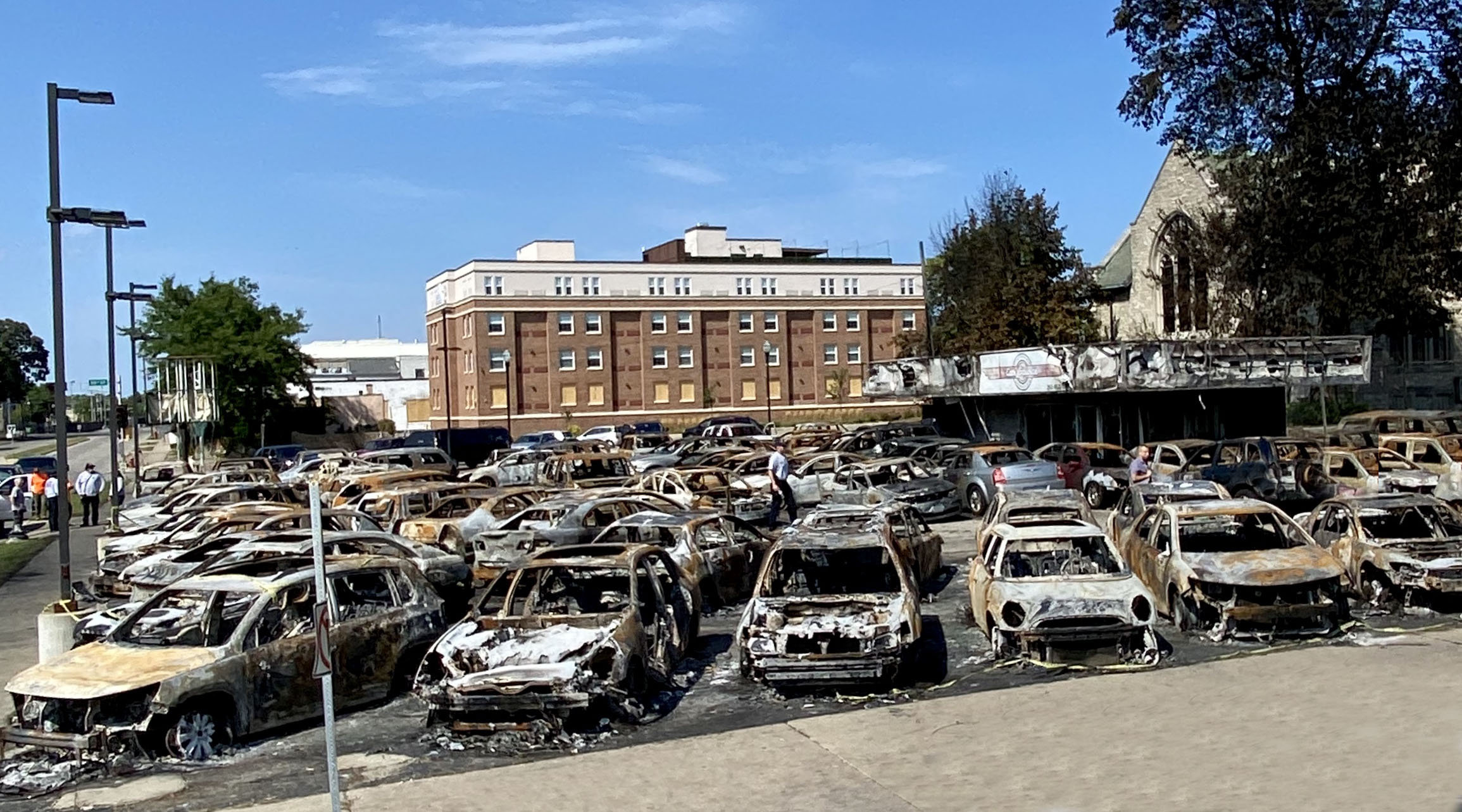
Дилерский центр Car Source, сгоревший в результате беспорядков.

После того, как в августе 2020 года полиция застрелила Джейкоба Блейка, протесты, беспорядки и гражданские беспорядки произошли в Кеноше, штат Висконсин, и по всем Соединённым Штатам в рамках более крупных расовых беспорядков в США и движений Black Lives Matter в 2020–2021 годах. Помимо уличных протестов, маршей и демонстраций, стрельба также привела к бойкоту американских спортсменов 2020 года.
Демонстрации сопровождались ежедневными мирными акциями протеста, за которыми следовали столкновения с правоохранительными органами, беспорядки и ночные поджоги. 23 августа было объявлено чрезвычайное положение, а на следующий день была задействована Национальная гвардия. Дальнейшие столкновения возникли, когда вооружённые ополченцы, которых шериф округа Кеноша Дэвид Бет охарактеризовал как «группу линчевателей», прибыли с явным намерением защитить бизнес в городе.
25 августа двое демонстрантов были убиты, а третий — ранен Кайлом Риттенхаусом, 17-летним парнем из Антиоха, штат Иллинойс. Риттенхаузу было предъявлено обвинение в умышленном убийстве первой степени и другие обвинения; его адвокаты заявили, что он действовал в порядке самообороны.

## Фон
Джейкоб Блейк — афроамериканец, которому четыре раза выстрелил в спину во время ареста полицейский Растен Шески из-за жалоб на Блейка по поводу домашнего насилия и уголовного преступления сексуального насилия третьей степени . Инцидент произошёл в Кеноше 23 августа 2020 года, когда полицейские пытались арестовать Блейка. Блейка безуспешно пытались остановить, применяя физическую силу, а затем и электрошокер . Он получил огнестрельные ранения после того, как он открыл дверь внедорожника матери его детей, и попытался залезть в машину, чтобы скрыться. В этот момент полицейский Растен Шески увидел у него нож и открыл огонь. Блейк выжил, но после этого его частично парализовало. Поначалу он был прикован наручниками к больничной койке, и помощники шерифа находились в его палате, позже наручники с него сняли, а надзирателей убрали, ордер на его арест был аннулирован после того, как за Блейка внесли залог.

## События в Кеноше

### Протесты и беспорядки

#### День первый: 23 августа.
С 20:15 вечера в округе объявлено чрезвычайное положение. С помощью мусоровозов была заблокирована 56-я улица. В 21:05 полиция начала использовать слезоточивый газ и резиновые пули в попытке разогнать беспорядки, которые длились всю ночь. Около полуночи толпа зажгла небольшой костёр под окном первого этажа здания суда округа Кеноша, в результате чего загорелись как минимум три мусоровоза и троллейбус.
В 02:30 ночи, загорелся грузовик в магазине подержанных автомобилей на Шеридан-роуд. Огонь распространился на большинство из 100 других автомобилей на стоянке, повредив знак входа в близлежащую церковь Брэдфорда (он не распространился на само здание церкви). Здания, окружающие Сивик Центр Парк, а также многие предприятия в центре города, включая почтовое отделение, среднюю школу Рейтер, административное здание округа Кеноша и Музей исследования динозавров, получили повреждения передних окон и входных фойе.
По данным полиции, протестующие повредили бронетранспортёр Lenco BearCat, а на видео, опубликованном в интернет-версии местной газеты, видно, что одного из полицейских ранили кирпичом.

#### День второй: 24 августа.
В основном в течение дня прошли мирные демонстрации.

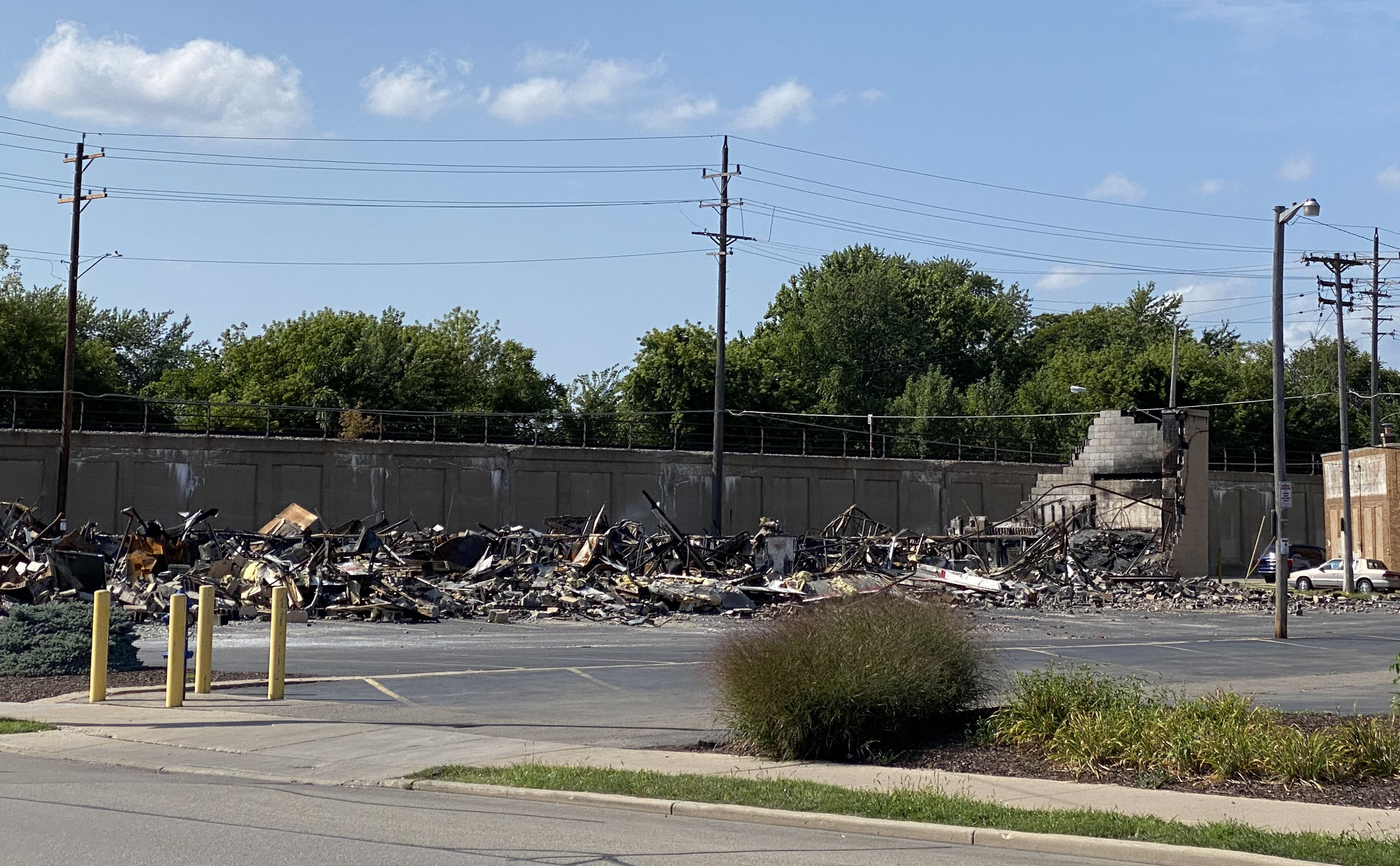
Развалины сгоревшего 24 августа 2020 года здания Общественного исправительного учреждения.

Губернатор Висконсина Тони Эверс задействовал Национальную гвардию штата Висконсин для защиты пожарных и критически важной инфраструктуры в Кеноше. ACLU штата Висконсин решительно выступил против этого шага. Округ объявил комендантский час, который вступил в силу с 20:00 часов вечера. 24 августа. Компания Metra приостановила работу пригородных поездов к северу от станции Вокеган. Выезды округа Кеноша с межштатной автомагистрали 41/94 были закрыты.
Протестующие сняли дверь с петель, пытаясь силой проникнуть в одно из общественных зданий, прежде чем их остановили при помощи распыления перцового баллончика. Слезоточивый газ был использован полицейскими на вторую ночь, начиная примерно с 20:30 часов вечера в попытке разогнать незаконно собравшуюся толпу возле здания суда, когда протестующие запустили фейерверк в полицейских. Другой мусоровоз загорелся то время, когда вооружённые люди, вероятно, охраняли заправочную станцию в центре города.

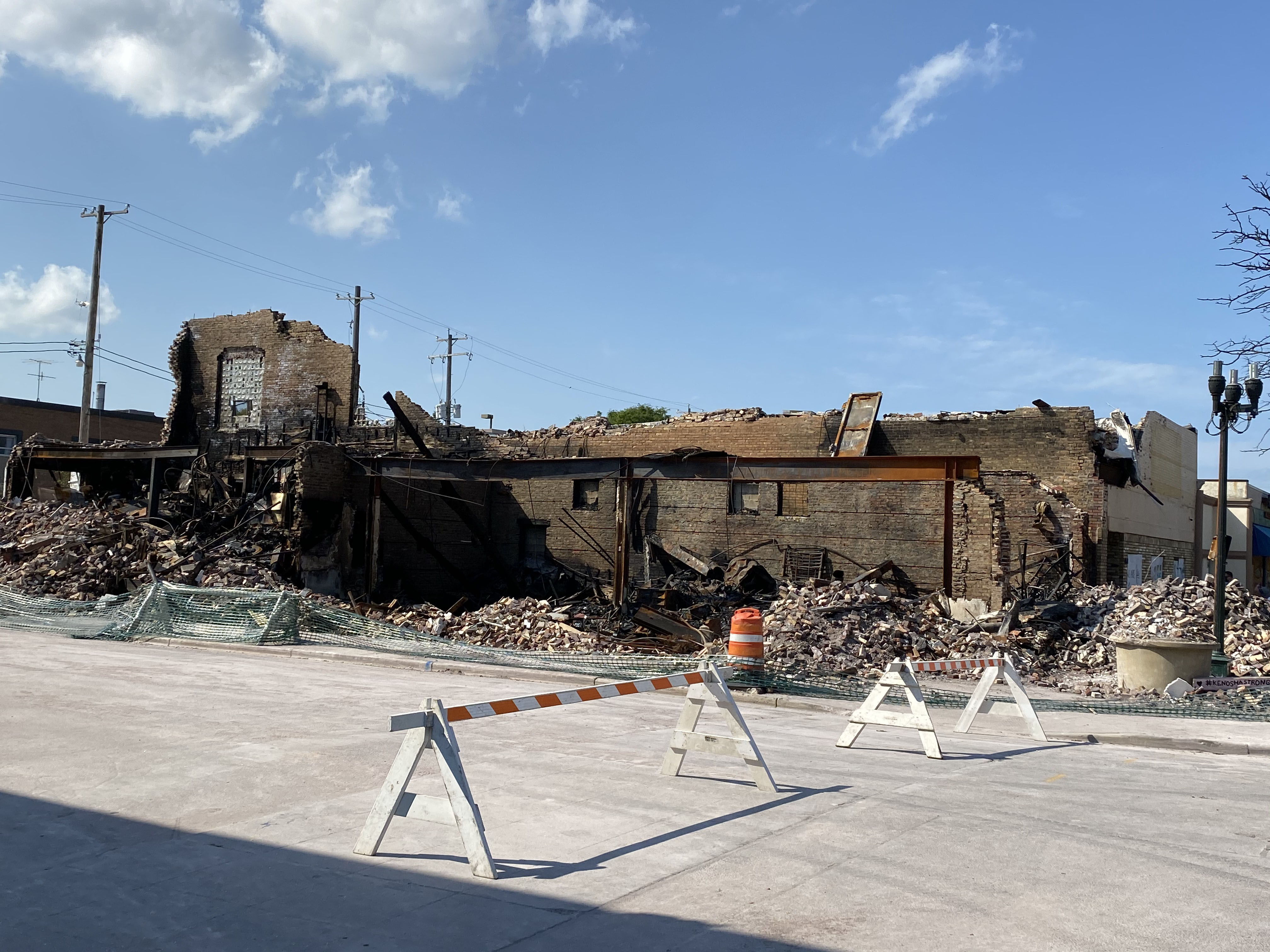
Руины здания Датского братства.

Поджигатели совершили нападение на офис условно-досрочного освобождения Департамента исправительных учреждений штата Висконсин и городской филиал ложи Датского Братства. Среди других подожжённых зданий были мебельный магазин, комплекс жилых апартаментов и несколько домов. Пожарные работали до утра 25 августа.
Гвардия Кеноши, организация гражданского ополчения в группе в Facebook, создала страницу мероприятия под названием «Вооружённые граждане для защиты нашей жизни и собственности» 24 августа, и к следующему вечеру у страницы было более 5000 подписчиков. Гвардия Кеноши организовала собрание для членов ополчения, дляобсуждения выбора мест в городе, которые необходимо защитить от протестующих. Шериф Бет заявила, что присутствие ополченцев создало путаницу и осложнило ситуацию. Facebook удалил группу и страницу мероприятия 26 августа.

#### День третий: 25 августа.
Совет округа Кеноша направил губернатору Эверсу письмо с просьбой направить дополнительно 2000 нацгвардейцев. Шериф округа Кеноша Дэвид Бет утверждал, что большая часть ущерба была нанесена лицами, не имеющих намерения протестовать и не из числа жителей округа Кеноша. Губернатор Эверс объявил в регионе чрезвычайное положение, направив в город 250 военнослужащих Национальной гвардии штата Висконсин.
Правоохранительные органы возвели высокий забор для защиты здания суда. Протестующие всю ночь пытались прорвать линию забора, но безуспешно. Начальник пожарной охраны Кеноша сообщил, что всего произошло 34 пожара и 30 предприятий были повреждены или уничтожены пожарами, а полиция сообщила, что были аресты, связанные с грабежами.
Значительное количество вооружённых гражданских лиц также было на улицах. Полиция заявила, что такие группы гражданских лиц не приглашались полицией или властями города. Шериф округа Кеноша Дэвид Бет охарактеризовал их как «группу линчевателей». Однако на видеозаписи с мобильного телефона полиция благодарила вооружённых мирных жителей и раздавала им бутылки с водой. Шериф Бет охарактеризовал офицеров как «неправильно поступившими» по отношению членам народного ополчения.
Около 23:45 17-летний житель Иллинойса застрелил двух человек и ранил третьего . На следующий день его арестовали и обвинили в убийстве.

#### День четвёртый: 26 августа.
Протесты мирно продолжились распеванием песен людьми и разрисовыванием тротуаров в парке возле здания суда, после чего прошёл марш. Полицейский спецназ и войска Национальной гвардии не были замечены.
Совет округа Кеноша направил губернатору Эверсу второе письмо с просьбой направить дополнительно 1500 национальных гвардейцев. «Наш округ находится под атакой», — написали члены совета в письме. «Наш бизнес находится под атакой. Наши дома атакованы. Наши местные правоохранительные органы нуждаются в дополнительной поддержке, чтобы вернуть цивилизованность в наше сообщество».

### Более поздние события

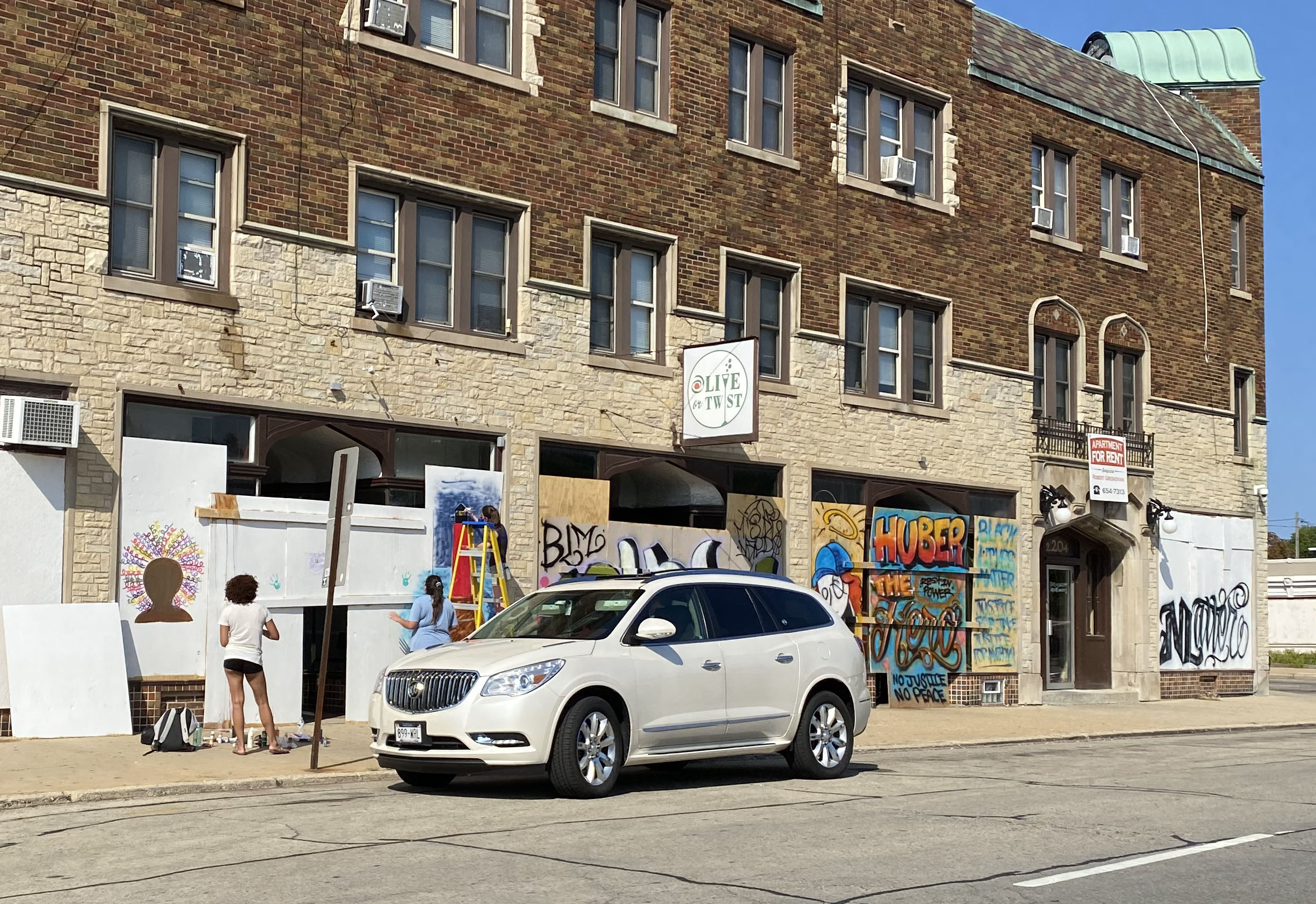
Жители раскрашивают заколоченное здание в Кеноша, 28 августа 2020 г.

К 28 августа 2020 года в штате было развёрнуто около 1000 военнослужащих Национальной гвардии и более 200 федеральных агентов. Национальная гвардия Мичигана, Национальная гвардия Аризоны и Национальная гвардия Алабамы направили войска для оказания помощи.
Протесты продолжались ежедневно до 29 августа, когда около 1000 человек приняли участие в марше и митинге. Среди выступавших были отец Джейкоба Блейка, вице-губернатор Мандела Барнс и другие, которые призвали к принятию закона о реформе полиции. Группа прошла к зданию суда Кеноша, скандируя: «7 пуль, 7 дней», «Один человек, один голос» и «Нет справедливости, — нет мира».
Двое мужчин из Миссури, приехавших в Кеношу, которые назвали себя членами ополчения, были арестованы 1 сентября по федеральному обвинению в огнестрельном оружии. Прокуратура утверждала, что один из них сказал свидетелю, что собирался в Кеношу «с намерением применить огнестрельное оружие против людей». Комендантский час в округе Кеноша закончился 2 сентября.

#### Визиты политических деятелей
Президент Дональд Трамп посетил Кеношу 1 сентября 2020 года, чтобы увидеть ущерб, нанесённый протестами, и поблагодарить правоохранительные органы. Он участвовал в круглом столе, но не встречался с Блейком или его семьёй. В письме Трампу губернатор Эверс попросил его пересмотреть свой визит из-за опасений, что его присутствие помешает усилиям по «преодолению разногласий». Мэр Кеноши Джон Антарамян и президент городского филиала NAACP выразили аналогичные оговорки: Антарамян сказал, что поездка была «неблагоразумной», а президент филиала NAACP заявил, что она «только усилит напряжённость». Однако Трамп настаивал на том, что собирается совершить поездку. Бывший губернатор Скотт Уокер, сенатор США Рон Джонсон и семь членов правления округа Кеноша поддержали этот визит. Во время своего визита он встретился с владельцами магазинов, имущество которых было повреждено во время акций протеста, при этом по крайней мере один владелец отказался участвовать в мероприятии. Трамп участвовал в дискуссии за круглым столом по вопросам общественной безопасности в средней школе Мэри Д. Брэдфорд с протестующими и сторонниками, выстроившимися вдоль улиц во время его визита.
Кандидат в президенты от демократов Джо Байден посетил Кеношу 3 сентября. В ходе кампании Байдена заявили, что он получил «огромное количество запросов» от местных властей о визите в Кеношу, хотя это было против предложения местного президента NAACP, а также исполнительного директора округа Кеноша Джима Кройзера. Во время первого визита кампании в Висконсин Байден встретился с семьёй Джейкоба Блейка и провёл общественное собрание.

### Оценка ущерба

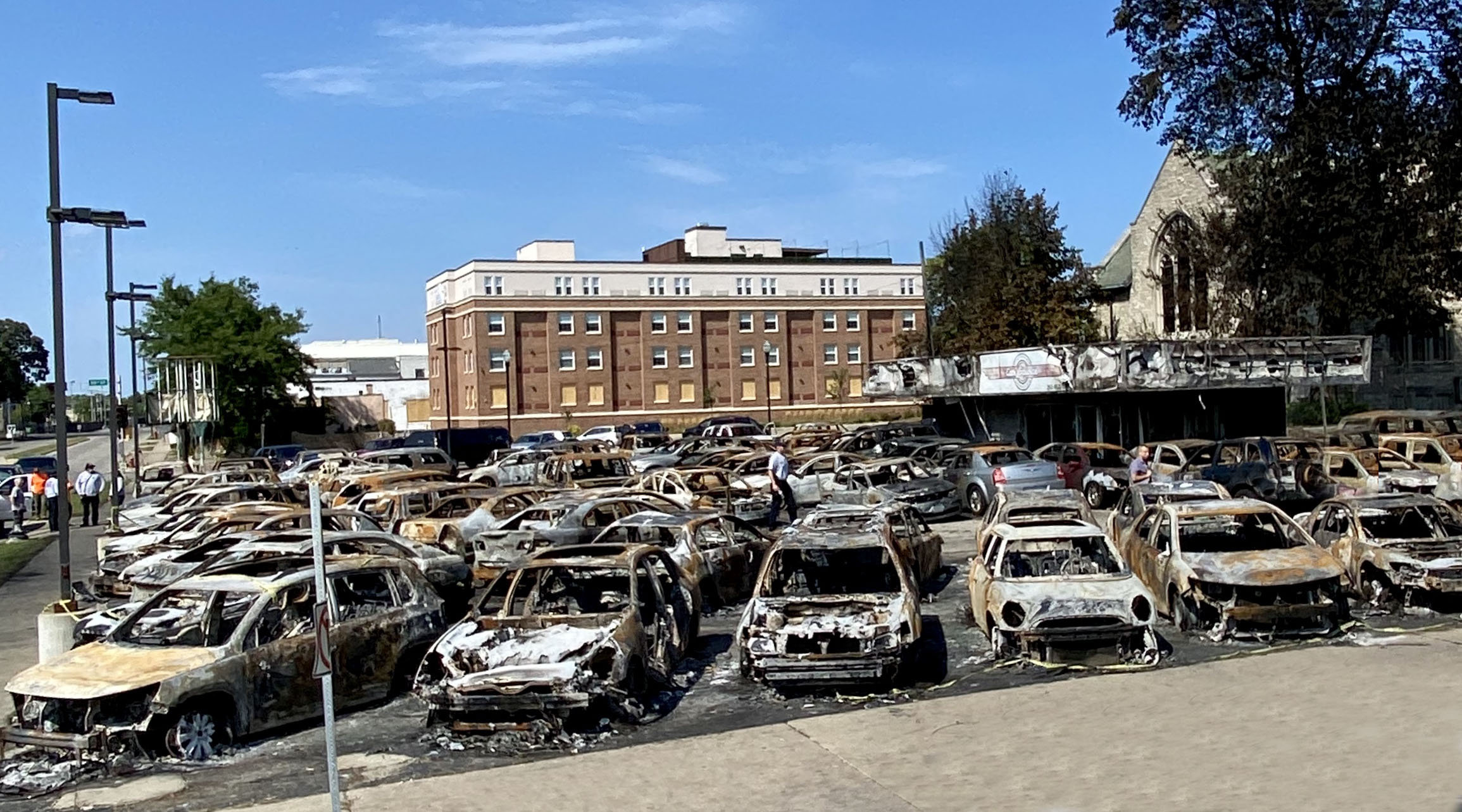
Автосалон, сожжённый во время беспорядков 24 августа.

Бунтовщики уничтожили городское имущество стоимостью 2 миллиона долларов, в том числе мусоровозы, уличные фонари и светофоры. Мэр Кеноши запросил у государства 30 миллионов долларов помощи для покрытия значительного ущерба. По оценкам Делового альянса района Кеноша, ущерб частной собственности может достигать 50 миллионов долларов. Это включает 100-летнюю Ложу Датского Братства, которая сгорела, когда было разрушено 40 зданий и повреждено ещё 100 зданий.
2 октября 2020 года Бюро по алкоголю, табаку, огнестрельному оружию и взрывчатым веществам опубликовало фотографии и видео с предполагаемыми поджигателями, предложив вознаграждение в размере до 5000 долларов за каждого идентифицированного человека.

## Смертельная стрельба
Всемирную огласку данные события приобрели благодаря крайне спорному происшествию, в ходе которого несовершеннолетний гражданин - Кайл Риттенхаус убил из винтовки двух человек и ранил одного. После долгого судебного процесса, проходящего под непрестанным вниманием общественности и СМИ, суд присяжных вынес вердикт о полной невиновности Риттенхауса по всем пунктам обвинения, — как действовавшего в условиях необходимой самообороны.

## События в другом месте

### Удары спортсмена
В знак протеста против стрельбы Блейка несколько профессиональных спортсменов отказались участвовать в соответствующих спортивных соревнованиях на той неделе. Это началось 26 августа, когда « Милуоки Бакс» из Национальной баскетбольной ассоциации (НБА) отказалось занять площадку для игры плей-офф. Члены других команд НБА, Национальной баскетбольной ассоциации женщин (WNBA), Высшей бейсбольной лиги (MLB) и Высшей футбольной лиги (MLS) решили не играть в свои игры 26 августа 2020 г. Забастовки продлились до 27 и 28 августа, когда игроки Национальной хоккейной лиги (НХЛ) отказались играть в плей-офф. В ответ на эти события, девять команд Национальной футбольной лиги (НФЛ) отменили запланированные тренировки 27 августа 2020 года.

### Другие регионы
Во время беспорядков в Кеноша были аналогичные протесты и беспорядки в Мэдисоне, Висконсине, Атланте, Джорджия, Миннеаполисе, Миннесоте, Нью-Йорке и Филадельфии. В Калифорнии протесты возникли в Лос-Анджелесе, Окленде, Сакраменто, Сан-Диего и Сан-Хосе. Тётя Блейка, Николь Блейк Чафец из Сиэтла, поощряла мирные протесты, одновременно препятствуя насилию и ущербу собственности, которые произошли во время протестов в Сиэтле. События в Атланте, Окленде и Сан-Диего включали насилие в отношении полицейских,,а вандализм и разрушение собственности имели место в Атланте, Мэдисоне, Миннеаполисе, Окленде, Сакраменто и Сан-Хосе, в которых были произведены аресты.

## Решение окружного прокурора
4 января 2021 года шериф округа Кеноша объявил чрезвычайное положение, и войска Национальной гвардии были переброшены в Кеношу перед ожидаемым объявлением о том, будет ли против офицера Шески возбуждено уголовное дело. 5 января окружной прокурор округа Кеноша Майкл Грейвли официально объявил, что не будет возбуждено уголовное дело против офицера Шески, любых других офицеров или против Джейкоба Блейка. Митинг в пользу Блейка прошёл 4 января. О случаях насилия в городе не сообщалось, и 11 января семья Блейка провела мирный марш, требуя увольнения офицера. В тот же день Национальная гвардия была выведена из Кеноши и переброшена в Мэдисон из-за начала протестов на неделе инаугурации в США в 2021 году.